# Kundúz (řeka)
Kundúz ([Daryâ-ye-Qondôz]) na horním toku Surchab je řeka na severu Afghánistánu (provincie Baghlán, Bamján, Kundúz). Je přibližně 420 km dlouhá. Povodí má rozlohu přibližně 31 300 km².

## Průběh toku
Pramení v horském hřbetu Kūh-e Bābā. Protéká hlubokými soutěskami mezi severními výběžky Hindúkuše. Na dolním toku protéká rovinou, v níž se rozděluje na ramena. Ústí zleva do Amudarji.

## Vodní režim
Zdrojem vody jsou převážně sněhové srážky. Průměrný průtok vody činí přibližně 120 m³/s.

## Využití
Využívá se na zavlažování. Na řece byla vybudována vodní elektrárna Puli-Chumri.